# مهر مارکوسیان
مهر مارکوسیان (ارمنی: Մհեր Մարկոսյան) کشتی‌گیر رشته کشتی آزاد اهل ارمنستان است که در سی و پنجمین دوره مسابقات کشتی نظامیان جهان به میزبانی تهران در وزن ۸۶ کیلوگرم موفق به کسب مدال نقره شد.
در مسابقات کشوری و بین‌المللی در مجموع برندهٔ ۱ مدال نقره، ۱ مدال برنز شده‌است.